# USS Charles F. Adams (DDG-2)
USS Charles F. Adams (DDG-2) – amerykański niszczyciel rakietowy typu Charles F. Adams, pierwsza jednostka typu. Okręt nazwano imieniem sekretarza marynarki w latach 1929–1933. Podczas budowy nosił oznaczenie DD-952.

## Historia
W drugiej połowie lat 50. XX wieku bazując na konstrukcji niszczycieli typu Forrest Sherman w Stanach Zjednoczonych opracowano projekt nowych niszczycieli na których od początku planowano zastosowanie przeciwlotniczych pocisków rakietowych.
Pierwszą jednostką typu był USS „Charles F. Adams” na którego zamówienie w stoczni Bath Iron Works zostało złożone 28 marca 1957. Przed wodowaniem kontynuując system numeracji amerykańskich niszczycieli nosił oznaczenie DD-952. Aby podkreślić nowe możliwości okrętu wyposażonego w pociski rakietowe oznaczenie jednostki zmieniono na DDG-2.
Położenie stępki nastąpiło 16 czerwca 1958. Wodowanie nastąpiło 8 września 1959, wejście do służby 10 września 1960.
Po wejściu do służby „Charles F. Adams” wziął udział w październiku 1962 w operacji zabezpieczenia lądowania kapsuły statku kosmicznego Merkury 8 z astronautą Walterem Schirra na pokładzie. Podczas tej misji okręt skierowano w rejon Morza Karaibskiego w związku z kryzysem kubańskim i nałożoną na Kubę blokadę morską.
Przez kolejne lata służby okręt intensywnie uczestniczył w ćwiczeniach floty podczas których m.in. eskortował lotniskowce, i doskonalił sposoby użycia pocisków przeciwlotniczych i broni ZOP.
W lipcu 1966 na okręcie przeprowadzono remont podczas którego zmodernizowano wyrzutnie pocisków przeciwlotniczych Tartar, sonar i urządzenia łączności.
W maju 1968 okręt uczestniczył w poszukiwaniach zaginionego na Atlantyku okrętu podwodnego USS „Scorpion”.
USS „Charles F. Adams” został wycofany ze służby 20 listopada 1992. Jednostkę planowano zamienić na okręt muzeum w Bay City (Michigan), jednak w 2020 roku okręt przetransportowano do Brownsville, gdzie ma zostać zezłomowany.